# Pyganodon lacustris
Pyganodon lacustris är en musselart som först beskrevs av I. Lea 1852.  Pyganodon lacustris ingår i släktet Pyganodon och familjen målarmusslor. IUCN kategoriserar arten globalt som livskraftig. Inga underarter finns listade i Catalogue of Life.